# Чавдар Чернев
Чавдар Антонов Чернев е български офицер (подполковник) от Държавна сигурност.

## Биография
Чавдар Чернев е роден на 8 февруари 1951 година в София в семейството на офицер от Държавна сигурност, родом от Ковачевец в Поповско, и има един по-малък брат, който по-късно също работи в службите. Завършва със слаб успех 31-во училище в квартал „Гео Милев“. През 1969 година започва военната си служба, завършва Школата за запасни офицери в Плевен и става взводен командир в Ловеч, където работата му е оценявана като слаба.
След като се уволнява от армията през 1971 година, Чернев постъпва във Висшата специална школа „Георги Димитров“ на Министерството на вътрешните работи (МВР). През 1972 година се жени за Надежда Захова, дъщеря на полковник от Държавна сигурност, която по-късно също работи в МВР. Завършва специалната школа през 1975 година и от 1 август е назначен със звание лейтенант в подразделението на Държавна сигурност към Софийско градско управление на МВР, като първоначално работи по следенето на чужденци, живеещи на частни адреси.
Още през първите години на работата си Чавдар Чернев ръководи значителен брой агенти и участва в състезания по стрелба и карате. През 1978 година става член на Българската комунистическа партия, а на 21 август е повишен в старши лейтенант. Като част от работата си през 1981 година провежда поредица от мероприятия, включително няколко разпита, на дисидента Петър Бояджиев, който малко по-късно успява да напусне България.
На 1 февруари 1982 година Чернев е назначен за заместник-началник по Държавна сигурност на районното управление на МВР в Коларовски район с ранг на началник на отделение, след което преминава двумесечен курс за преподготовка във Висшата специална школа, а на 27 август е повишен в капитан. През септември 1983 година е изпратен на тримесечен курс в школа на съветския Комитет за държавна сигурност. На 7 февруари 1986 година е повишен в ранг на началник-отдел, запазвайки поста си на заместник-началник в Коларовското районно управление. На 17 юли същата година става началник на районното управление и е повишен в майор. На 5 септември 1989 година с преобразуването на районните управления на МВР става началник на Второ общинско управление.
На 21 септември 1990 година Чавдар Чернев е назначен за директор на Столична дирекция на вътрешните работи. На 20 юни 1991 година той е девоенизиран и получава звание подполковник от полицията, а на 26 ноември е уволнен от МВР.
Изглежда, още докато работи в МВР, Чернев е ангажиран с търговска дейност, а след като е уволнен, става съдружник в множество предприятия, където сред неговите партньори са известни личности като Виктор Вълков, Максим Димов, Бойко Борисов, Румен Николов – Пашата, Богомил Манчев, Петър Манджуков. Работи главно в областта на търговията с оръжие и енергетиката. Според по-късни изявления на Бойко Борисов съвместната му дейност с Чернев е свързана с неуспешни опити да осигурят финансиране на Българската национална федерация „Карате“, главен инициатор за създаването на която е Чернев.
През следващите години Чавдар Чернев избягва публични прояви, но публикации в медиите го свързват с групата около Виктор Вълков и Любен Гоцев, както и с основаното през 1998 година Движение за единство и развитие в рамките на Българската социалистическа партия. През 2012 година е сред учредителите на партията „Гражданско обединение за реална демокрация“, оглавена от Слави Бинев, който е кум на брата и дъщерята на Чернев.

## Награди
- Медал „1300 години България“ (1981)[9]
- Медал „За заслуги за сигурността и обществения ред“ (1982)[9]
- Медал „40 години социалистическа България“ (1984)[9]
- Орден „Червено знаме“ (1985)[9]
- Медал „МВР“ III степен (1985)[9]

### Цитирани източници
- Методиев, Момчил и др. Държавна сигурност: предимство по наследство.   София, Институт за изследване на близкото минало, 2015. ISBN 978-954-28-1937-0.